# Брабансон

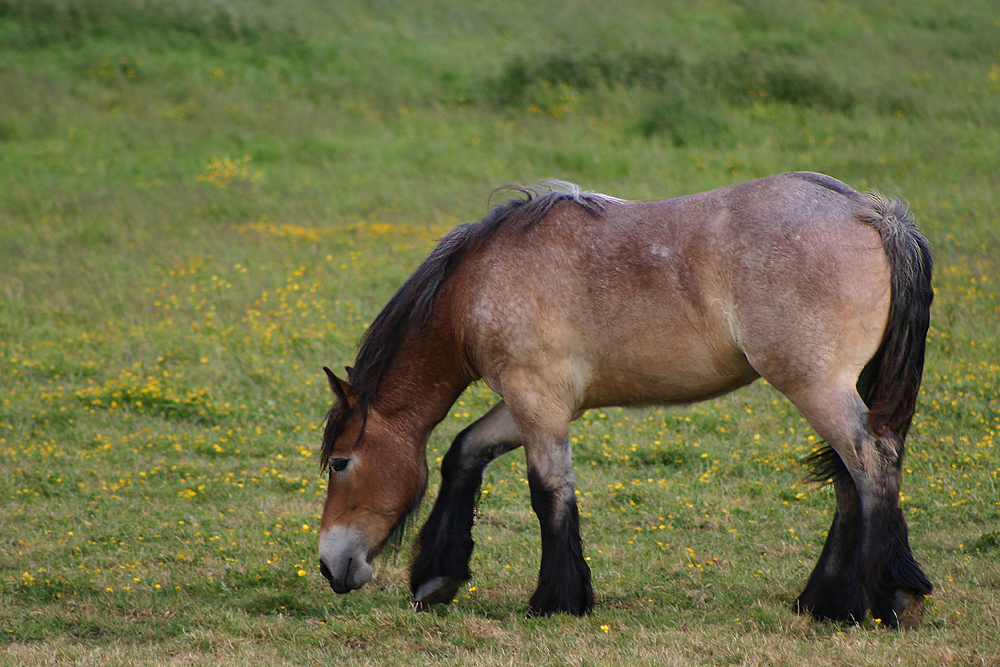
Брабансон

Брабансо́н (фр. Brabançon) — порода бельгійських ваговозних коней, які відзначаються великим зростом і масивністю. У деяких жеребців висота в холці досягає 170 см, обхват грудей — 250 см, жива вага — 1 115 кг. 
Основна масть — руда, чала і гніда. До кінця 19 століття у Бельгії, крім брабансонів, розрізняли ще фламандських і арденських коней. Тепер всі вони об'єднані в одну породу бельгійського робочого коня.